# 규센도역
규센도역(일본어: 球泉洞駅)은 일본 구마모토현 구마군 구마촌에 위치한 규슈 여객철도 히사쓰 선의 철도역이다. 단선 승강장 1면 1선의 구조를 갖춘 지상역이다.

## 역 주변
- 국도 제219호선

## 역사
- 1942년 12월 21일 : 오사카마 가승강장으로서 일본 철도성이 개설.
- 1947년 3월 1일 : 오사카마역으로 승격. 유인화.
- 1984년 2월 1일 : 무인화.
- 1987년 4월 1일 : 일본국유철도 분할 민영화에 의해, 규슈 여객철도가 승계.
- 1988년 3월 13일 : 규센도역으로 역명 개칭.

## 인접 역
| 히사쓰 선              | 히사쓰 선   | 히사쓰 선          |
| ---------------------- | ----------- | ------------------ |
| 시로이시 야쓰시로 방면 | ■ 히사쓰 선 | 잇쇼치 하야토 방면 |